# Vahl Ferenc (pap, 1710–1774)
Vahl Ferenc (Eperjes, 1710. január 4. – Sopron, 1774.) Jézus-társaságbeli áldozópap és hitszónok.

## Élete
1725. október 15-én lépett a rendbe; 13 évig német hitszónok volt Magyarországon. Ezt követően Eperjesen és Eszéken nyolc évig volt házfőnök. A rend feloszlatása után meghalt Sopronban.

## Munkája
- Das Ebenbild eines Egyptischen Josephs.... Clausenburg, 1750